# Jessica Bäckman
Jessica Bäckman, född den 25 augusti 1997 i Boden är en svensk racerförare. Hon är syster till Andreas Bäckman.